# Hexspeak
Hexspeak（十六进制魔术数字）是一种类似Leet的英文单词转写形式。

## 起源和写法
Hexspeak最早是程序员用来清晰独特地标记内存和数据的一些魔术数字，使用以0-9与A-F构成的16进制数表示一些简单的英文单词。Hexspeak的转写规则为：数字“0”表示字母“O”，“1”表示“I”或“L”，“5”表示“S”，“7”表示“T”，“6”、“9”则各自表示“G”与“g”，其它的数字则可利用画谜和Leet的规则来借代字母，例如“defecate”就可用“DEFECA7E”或“DEFEC8”来表示。

## 较有名的魔术数
16进制魔术数在许多处理器、操作系统和调试工具中都得到应用，且尤常作为调试量使用。
- 0x0000000FF1CE是微软Office组件产品代码的最后一部分，可于注册表的HKLM\SOFTWARE\Microsoft\Windows\CurrentVersion\Uninstall的键值中寻得。

- 0x00BAB10C（oo-ba-block）在ZFS的uberblock里使用。

- 0x1BADB002（“I bad boot”）为多重引导(Multiboot Specification)标头。[1]

- 0x8BADF00D（“ate bad food”）为iOS应用程序崩溃报告中的超时（英语：Timeout (computing)）标识符，一般在程序运行、终止与响应时停滞太久时出现。[2]

- 0xBAADF00D（“bad food”）在微软的LocalAlloc（LMEM_FIXED）函数中使用，用以在已启用调试堆的情况下，标识未初始化的分配堆内存。[3]

- 0xCAFEBABE（“cafe babe”）在Mach-O格式文件中用于标识通用二进制目标文件，同时也在Java中用于识别Java字节码类文件。[4]

- 0xCAFED00D（“Cafe Dude”）在Java中用于识别Pack200压缩格式。[5]

- 0xD15EA5E（“disease”）是任天堂GameCube与Wii控制台正常启动的标识符。[6][7]

- 0xDEADBABE（“Dead Babe”）在IBM的Jikes研究虚拟机上使用，用于确认主线程的栈是否正常。[8]

- 0xDEADBEEF（“dead beef”）在嵌入式系统中常用于标示软件崩溃或是死锁，在IBM RS/6000系统、32位PowerPC处理器上的Mac OS系统以及Commodore International的Amiga电脑上都有使用；而在Sun的Solaris操作系统中，这一魔术数则用于标记已释放的内核存储空间。另外，在Alpha处理器上的OpenVMS操作系统中，按下CTRL+T就可以看到DEAD_BEEF。DEC Alpha的存储资源管理（英语：Storage Resource Management）控制台亦有一个用于检测内存错误的后台进程，PS识别为“BeefEater waiting on 0xdeadbeef”[9]。

- 0xDEADDEAD（“dead dead”）是蓝屏时显示的错误代码[10] 。由于此代码在基于Windows NT的系统上用于进行内存转储，因而常为驱动开发者所见。0xDEADDEAD还有一个变种──0x000000E2[11]，这两者在微软开发者网络中都被称为MANUALLY_INITIATED_CRASH。

- 0xDEADFA11（“dead fall”）为iOS应用程序崩溃报告中的“强制终止应用程序”的标识符。[2]

- 0xDEFEC8ED（“defecated”）在OpenSolaris的核心文件中使用。[12]

- 0xE011CFD0在微软Office文件中使用，小端序下表示为D0CF11E0，也即“docfile0”。[13]

- 0xFACEFEED（“face feed”）在运行Windows NT的Alpha服务器上使用，也即当出现硬件错误时，Alpha的硬件抽象层就会产生这一错误信号。[14]

- 0xFEE1DEAD（“feel dead”）是Linux重启系统调用中使用的魔术数。[15]

- C15C:0D06:F00D（cisco dog food）于世界IPv6日在www.cisco.com的IPv6地址中使用。“Dog food”指的就是就是Cisco在IPv6上“eating its own dog food”（也即用自家的设备）的做法。

## 不同情况下的区别
- 在Ada语言中，16进制数带有“16#”的前缀与“#”的后缀，例如“16#Ada_Ada_Ada_Ada#”。

- 在C语言中，16进制数用“0x”前缀标识。

- 在Intel格式的汇编语言中，16进制数用“h”后缀标识，且当开头数字为A-F时必须加“0”为前缀，例如0FEEDADEADF15h（FEED A DEAD FISH）。

- 在Pascal语言和MOS 6502使用的汇编语言中，16进制数用“$”前缀标识，也即以S开头的词语也可以用16进制数表示，比如$EED（即SEED）。

- 在Elektronika B3-34（英语：Elektronika B3-34）型可编程计算器（英语：Programmable calculator）上16进制数是用俄语字母而非拉丁字母表示的，也即“−”、“L”、“C”、“Г”、“E”与空格，以此便可表示如“EГГ0Г”（即ERROR）这样的信息。